# Indomarssonella
Indomarssonella es un género de foraminífero bentónico de la subfamilia Paravalvulininae, de la familia Paravalvulinidae, de la superfamilia Chrysalidinoidea, del suborden Textulariina y del orden Textulariida. Su especie tipo es Indomarssonella eucona. Su rango cronoestratigráfico abarca el Bathoniense (Jurásico superior).

## Discusión
Clasificaciones previas incluían Indomarssonella en la familia Chrysalidinidae del orden Textulariida.

## Clasificación
Indomarssonella incluye a las siguientes especies:
- Indomarssonella acrolimba †
- Indomarssonella eucona †
- Indomarssonella goniata †